# Apatura astasia
Apatura astasia är en fjärilsart som beskrevs av Jacob Hübner 1818. Apatura astasia ingår i släktet Apatura och familjen praktfjärilar. Inga underarter finns listade i Catalogue of Life.